# Galyani Vadhana
Prinzessin Galyani Vadhana, Fürstin von Narathiwat (Thai: กัลยาณิวัฒนา, Aussprache [kanláʔjaːníʔ wáttʰáʔnaː]; * 6. Mai 1923 in London; † 2. Januar 2008 in Bangkok) war ein Mitglied der thailändischen Königsfamilie und die einzige Schwester von König Bhumibol Adulyadej (Rama IX.).

## Lebenslauf

### Jugend
Galyani Vadhana wurde 1923 als erstes Kind des Prinzen Mahidol Adulyadej, Fürst von Songkhla, und seiner bürgerlichen Frau Mom Sangwal (die später den Titel Prinzessinmutter Srinagarindra bekam) geboren. Ihr Vater war einer der höchstrangigen Söhne des verstorbenen Königs Chulalongkorn (Rama V.) und Bruder des damaligen Königs Vajiravudh (Rama VI.), galt damals aber als weit von der Thronfolge entfernt. Nach seinem Abschluss in Gesundheitswissenschaften von der Harvard University reisten die Eltern durch verschiedene Länder, so kam Galyani in London zur Welt. In ihrer britischen Geburtsurkunde wurde zunächst der schlichte Name May Songkla eingetragen, erst etwas später verlieh ihr Onkel, der König, ihr den Namen und Titel Mom Chao (der dritthöchste Prinzessinenrang) Galyani Vadhana Mahidol. Anschließend lebte die Familie zeitweilig im deutschen Heidelberg (wo ihr Bruder Ananda Mahidol zur Welt kam) und im amerikanischen Cambridge (Massachusetts), wo der Vater Medizin studierte und der zweite Bruder Bhumibol Adulyadej geboren wurde. 1927 verlieh ihr Onkel Prajadhipok (Rama VII.), der unterdessen König geworden war, ihr den höheren Prinzessinnentitel Phra Worawongthoe Phra-ongchao. 1928 kehrte die Familie nach Bangkok zurück, ein Jahr später starb der Vater. 
Im Jahr 1933 zog die Mutter mit den drei Kindern in die Schweiz, wo sie die folgenden 12 Jahre verbrachten. Daran änderte sich auch nichts, als 1935 der kinderlose König Prajadhipok abdankte und Galyanis erst 9-jähriger Bruder Ananda Mahidol zum neuen König Rama VIII. bestimmt wurde. Als Schwester des Königs stieg sie allerdings in den höchsten Prinzessinnenrang Chao Fa auf. In Lausanne besuchte sie die höhere Mädchenschule der Stadt (Ecole supérieure de jeunes filles), wo sie Deutsch und Latein belegte, später wechselte sie auf die International School of Geneva, die sie als Jahrgangsbeste abschloss. 1942 schrieb sie sich an der Universität Lausanne ein, wo sie Chemie, Sozialwissenschaften und Pädagogik studierte. 1948 erhielt sie ihr Diplom in Chemie.

### Familienleben
Während des Zweiten Weltkrieges heiratete die Prinzessin 1944 den bürgerlichen Oberst Aram Rattanakun Seriroengrit, thailändischer Militärattaché in der Schweiz und Sohn des Generals und Verkehrsministers Charun Rattanakun Seriroengrit. Durch die nicht standesgemäße Ehe verlor sie zunächst ihren königlichen Titel. Sie wurden 1945 Eltern einer Tochter, Than Phuying Dhasanawalaya Sornsongkram. 1950 ließ sich das Paar scheiden, Galyani kehrte nach Thailand zurück und wurde von ihrem inzwischen zum König gekrönten jüngsten Bruder Bhumibol Adulyadej (Rama IX.) wieder in den Prinzessinnenstand gesetzt. Von 1952 bis 1967 lehrte sie als Dozentin für französische Sprache, Literatur und Kultur an der Chulalongkorn-Universität. Galyani Vadhana war ab 1969 in zweiter Ehe mit ihrem ebenfalls geschiedenen Cousin, Prinz Varananda Dhavaj verheiratet, der 1990 starb.

### Wirken als Philanthropin
Unter der Aufsicht der Prinzessin wurden Projekte in den Bereichen Kunst und Sport gefördert. Die Prinzessin war Mäzen verschiedener Stiftungen für klassische Musik. Da sie ihre Studienzeit in der Schweiz verbrachte, sprach sie fließend Deutsch und Französisch. Sie schrieb Bücher und Gedichte und übersetzte einige französische Bücher ins Thailändische. 
Ihr Bruder, König Bhumibol Adulyadej, verlieh Prinzessin Galyani Vadhana am 6. Mai 1995 den Titel Krommaluang Narathiwat Ratchanakharin, was etwa „Fürstin von Narathiwat“ bedeutet. In der Folgezeit wurden mehrere öffentliche Einrichtungen in der südthailändischen Provinz Narathiwat nach ihr benannt, darunter das Naradhiwas-Rajanagarindra-Krankenhaus und die Princess of Naradhiwas-Universität. Zudem trägt seit 1996 eine 5 Kilometer lange, achtspurige Hauptstraße in den Bangkoker Bezirken Bang Rak, Sathon und Yan Nawa ihr zu Ehren den Namen Thanon Narathiwat Ratchanakharin (englisch Naradhiwas Rajanagarindra Road).

### Krankheit und Tod
Im Juni 2007 wurde die Prinzessin ins Siriraj-Krankenhaus gebracht, wo bei ihr Krebs diagnostiziert wurde. Im Oktober berichteten die Ärzte, dass sie einen Infarkt in der linken Gehirnhälfte erlitten habe. Sie verstarb am 2. Januar 2008 um 2.54 Uhr im Siriraj-Krankenhaus. Für den gesamten Palast, alle Angestellten des Hofes und alle öffentlich Bediensteten wurde von König Bhumibol Adulyadej ab dem Todestag eine hunderttägige Trauerphase angeordnet. Die Flaggen an allen öffentlichen Gebäuden wurden für zwei Wochen auf halbmast gesetzt. Das Innenministerium bat alle Vergnügungsstätten, ihr Programm für 15 Tage einzustellen.

### Begräbnisfeier

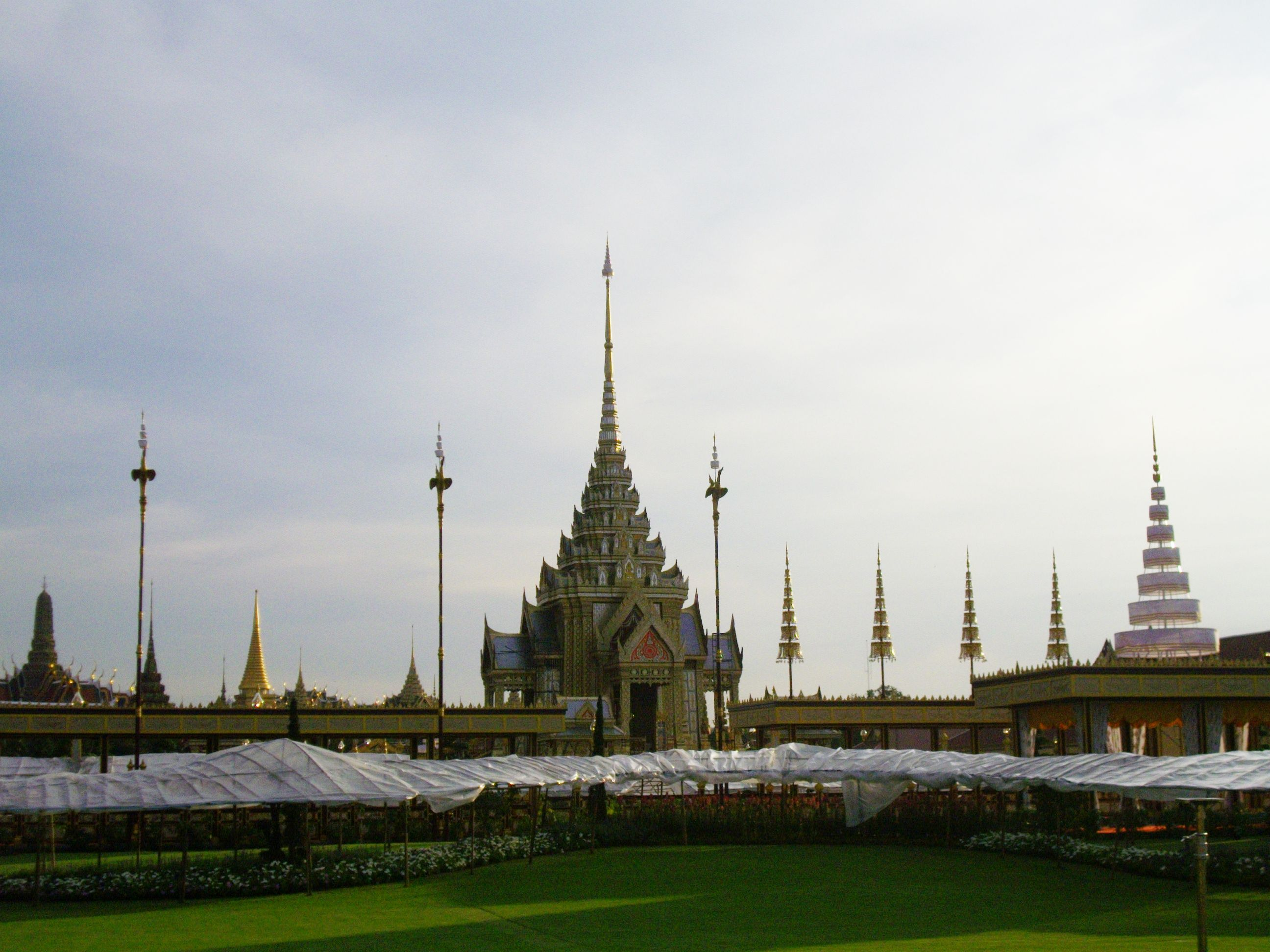
Das Königliche Krematorium

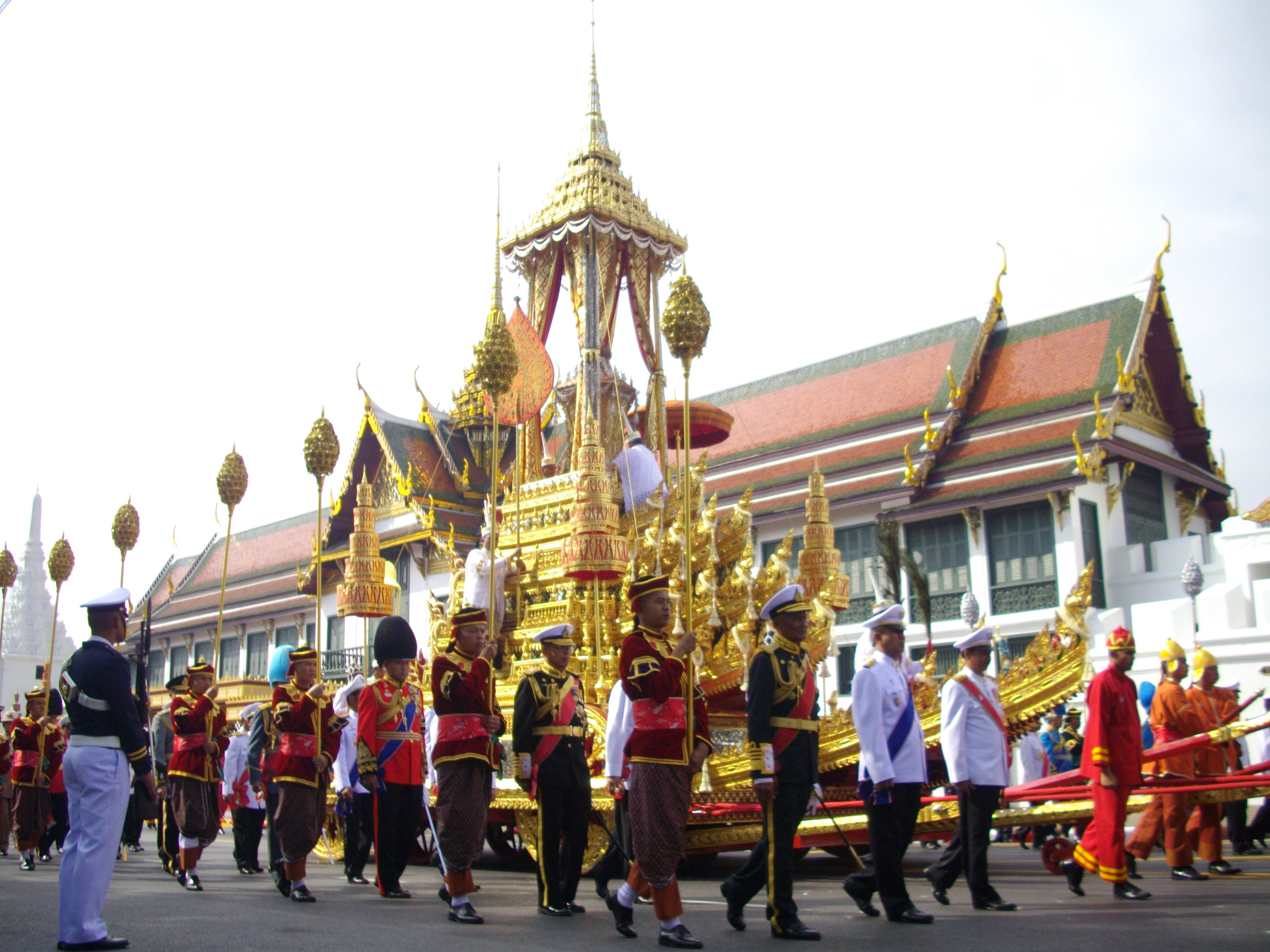
Die Prozession für die Goldene Urne von Prinzessin Galyani Vadhana

Man schätzt, dass die Feierlichkeiten zur Einäscherung von Prinzessin Galyani 300 Millionen Baht (etwa sechs Millionen Euro) gekostet haben. Es war das erste Staatsbegräbnis seit dem Tod ihrer Mutter Srinagarindra, das 1996 stattgefunden hatte. Während der bis zu seinem Tod am 13. Oktober 2016 insgesamt 70-jährigen Herrschaft von König Bhumibol ist ein Staatsbegräbnis nur viermal veranstaltet worden.
Das Krematorium war ein 40 Meter hoher Bau in traditionellem Thai-Stil, der an den Berg Meru, die Achse der Welt erinnern soll. Es wurde auf dem Sanam Luang in sieben Monaten zusammen mit zahlreichen Pavillons errichtet und mit Blumen, Girlanden und Statuen mythologischer Wesen dekoriert.
Nach den Feiern wurden alle Gebäude wieder abgerissen.
Die Zeremonien zum Begräbnis der Prinzessin gaben einen seltenen Einblick in die Traditionen des Hauses von Chakri, die noch aus der Zeit des Königreichs Ayutthaya stammen,
deren Ursprünge jedoch im hinduistischen Indien vor etwa 1000 Jahren zu suchen sind, als Könige noch für Reinkarnationen oder Nachkommen von Gottheiten gehalten wurden.
Die offiziellen Begräbnisfeiern begannen am Freitag, 14. November 2008 im Großen Palast in Bangkok und endeten am 19. November 2008, nachdem die Asche von Prinzessin Galyani im Wat Ratchabopit in der Nähe des Palastes in der königlichen Gruft beigesetzt wurde.
Am Samstag wurden die sterblichen Überreste der Prinzessin von der Thronhalle Phra Thinang Dusit Maha Prasat im Großen Palast, wo sie seit ihrem Tode aufgebahrt war, in drei großen Prozessionen zum Krematorium auf dem Sanam Luang begleitet. In der ersten Prozession brachten 668 Soldaten die Urne aus Sandelholz
von einem Nebeneingang des Großen Palastes bis zur Thanon Sanam Chai (Sanam-Chai-Straße).
Dort wurde die Urne auf einen goldenen, historischen Zeremonienwagen umgebettet, der den Namen Phra Maha Phichai Ratcharot trägt und etwa 14 Tonnen wiegt.
Der Wagen wurde sodann in der zweiten Prozession von insgesamt 2746 Soldaten, Musikern, Trommlern, Schirmträgern und Brahmanen zum Sanam Luang begleitet. Mit der letzten Prozession brachten 373 Männer die Urne vom Rande des Sanam Luang nach einer dreimaligen zeremoniellen Umrundung bis in das Königliche Krematorium.

Die verschiedenen militärischen Abteilungen in den Prozessionen
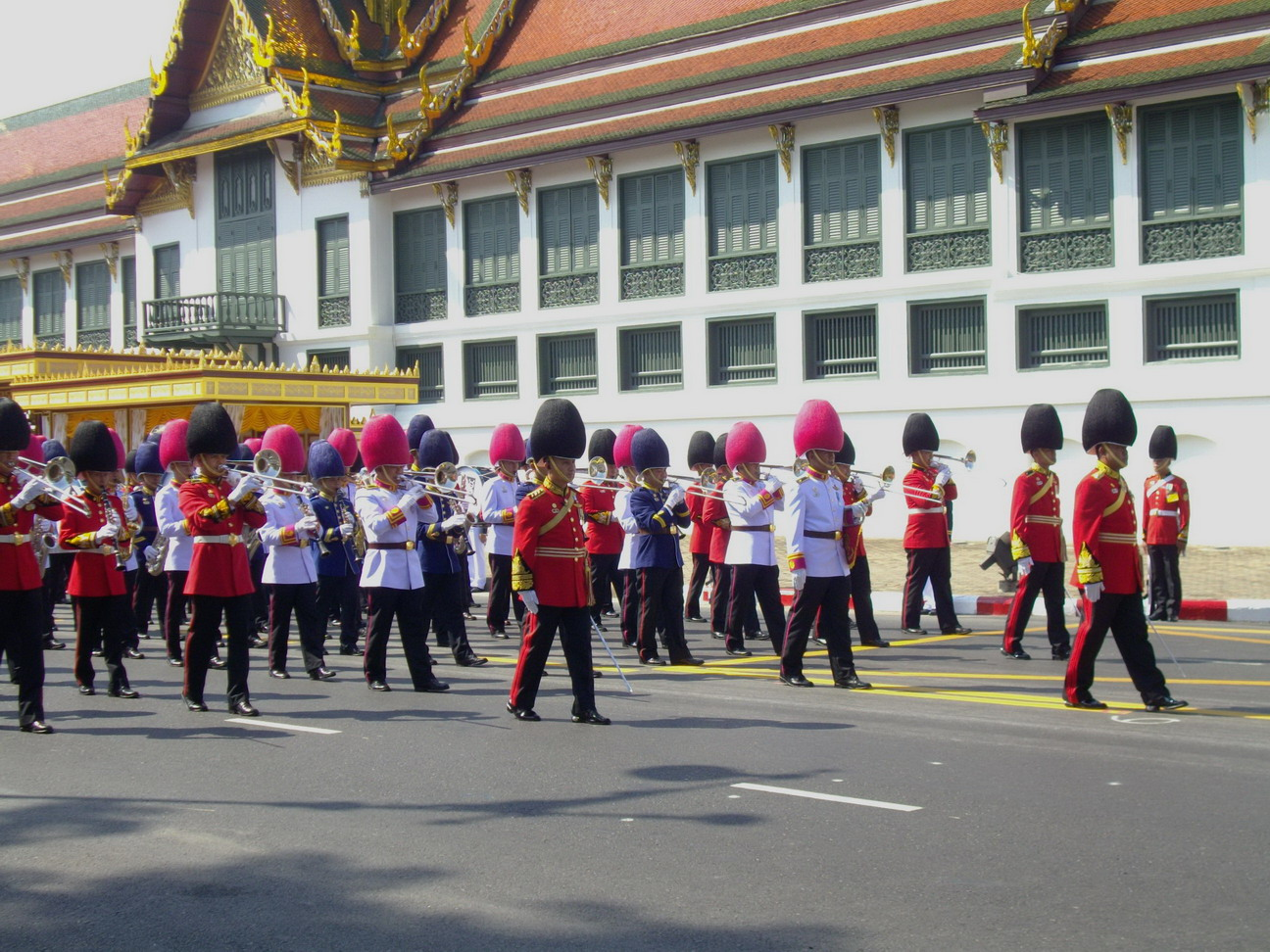
Royal Thai Army Band in Garde-Uniform
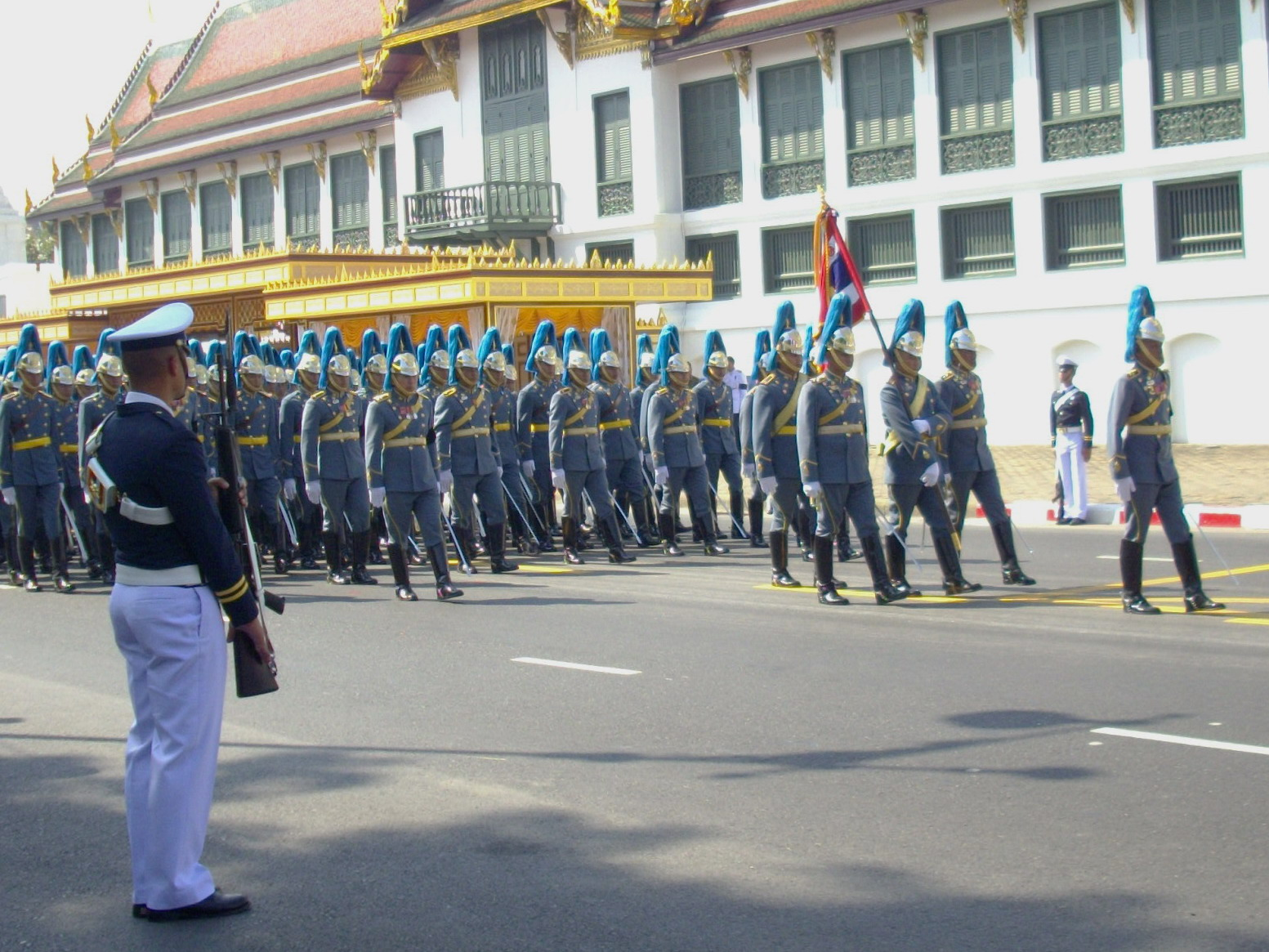
Die Königliche Garde
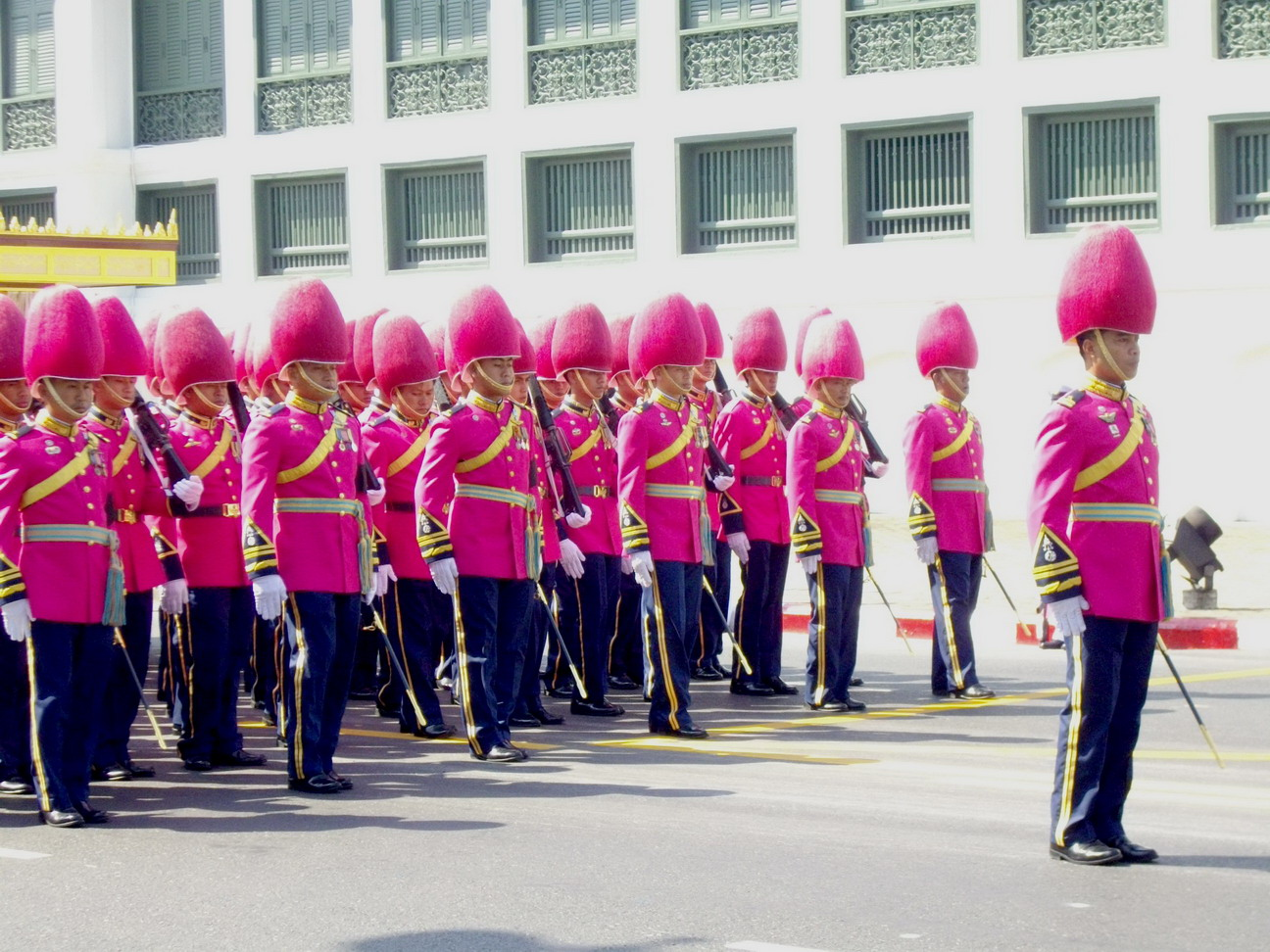
Die Königliche Garde
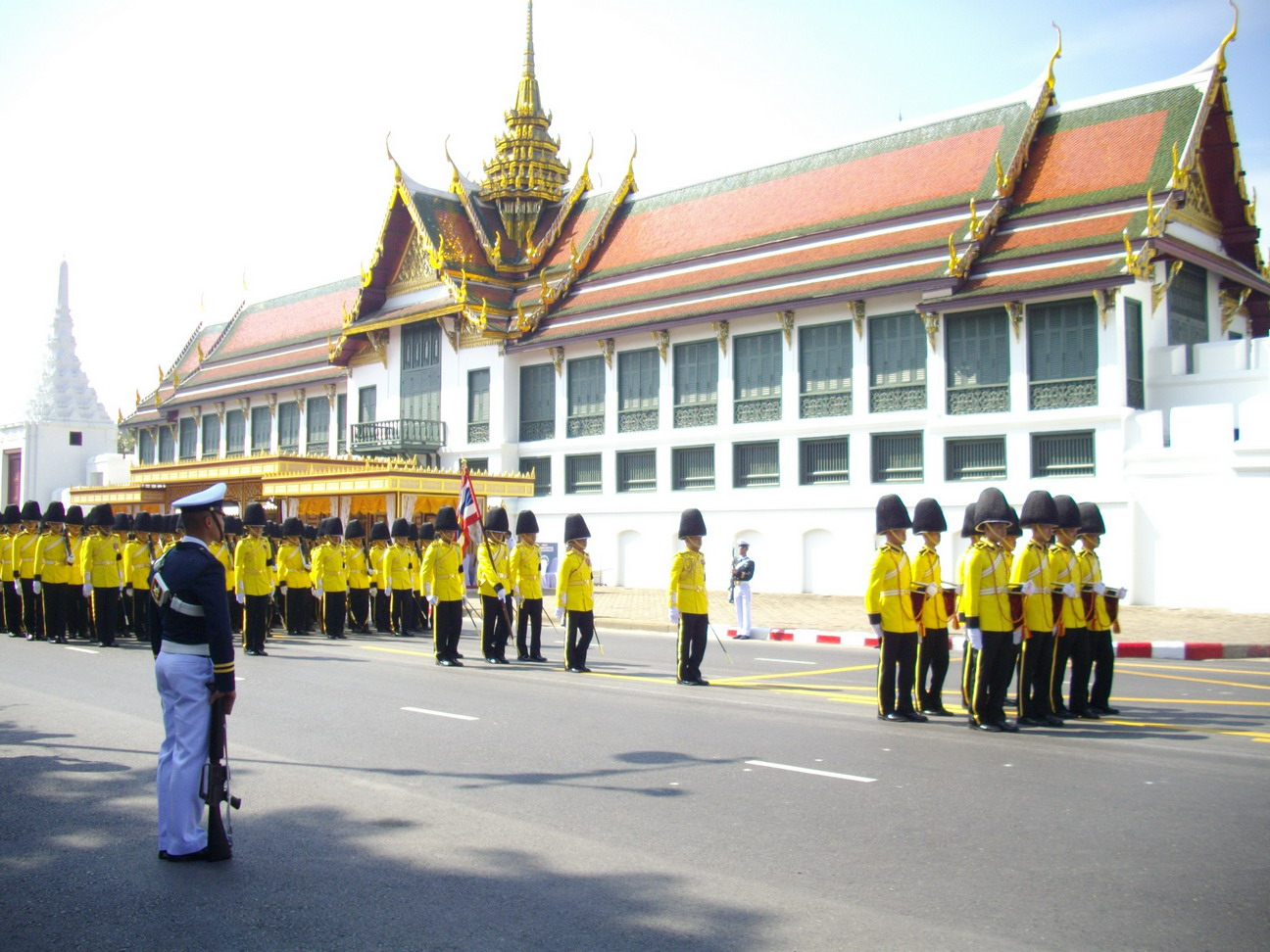
Die Königliche Garde

Gegen 22 Uhr begann die eigentliche Feuerbestattung. König Bhumibol zusammen mit Königin Sirikit spendeten zuerst safranfarbene Roben an 30 Mönche, die während der bisherigen Feierlichkeiten buddhistische Sutren rezitiert hatten. Vom Königlichen Pavillon aus präsidierten sie über die Zeremonie, die vom Kronprinzen Maha Vajiralongkorn und Prinzessin Maha Chakri Sirindhorn im Krematorium durchgeführt wurden, während zehn Mönche Sutren rezitierten. Zur gleichen Zeit fanden im ganzen Land ähnliche Feiern statt, die oft in königlichen Tempeln abgehalten wurden. Hierbei wurden symbolisch tausende Blumen aus wohlriechendem Sandelholz verbrannt.
Am Sonntag, 16. November 2008 wurde unter Vorsitz von König und Königin vom Kronprinzen Maha Vajiralongkorn die goldene Urne mit der königlichen Asche und den Reliquien gefüllt. In einer weiteren Prozession wurde anschließend die Urne, begleitet von 822 Soldaten, Musikern und Brahmanen vom Krematorium in den Großen Palast begleitet. In der Dusit Maha Prasat Thronhalle wird sie erneut auf einem Thron aufgebahrt.
In den folgenden Tagen werden verschiedene weltliche und religiöse Zeremonien in der Thronhalle abgehalten, bevor die goldene Urne am Nachmittag des 19. November in einer Prozession zum Wat Ratchabophit Sathit Maha Simaram gebracht wurde. König Bhumibol und Königin Sirikit bestatteten die Urne anschließend auf dem dortigen königlichen Friedhof im Rangsi-Vadhana-Mausoleum.